# Thomas Mayne
Thomas Mayne (1832 – 1915) è stato un politico irlandese.

## Biografia
Thomas Mayne (1832–1915) è stato un politico del Partito Parlamentare Irlandese. Fu eletto deputato nel Collegio della Contea di Tipperary in un'elezione suppletiva del 1883, e mantenne il seggio fino a quando la circoscrizione fu divisa per le Elezioni generali nel Regno Unito del 1885. Fu poi eletto per il nuovo collegio di Mid Tipperary, e mantenne quel seggio fino a quando si dimise nel 1890.